# ويكفيلد (رود آيلاند)
ويكفيلد (بالإنجليزية: Wakefield, Rhode Island)‏ هي منطقة سكنية تقع في الولايات المتحدة في رود آيلاند.

## أعلام
- رون لوك
- كريغ بيدل
- أليكس ميرفي
- مارشال تايلر